# Atholus sedecimstriatus
Atholus sedecimstriatus är en skalbaggsart som först beskrevs av Thomas Say 1825.  Atholus sedecimstriatus ingår i släktet Atholus och familjen stumpbaggar. Inga underarter finns listade i Catalogue of Life.